# Martin Tjøtta
Martin Tjøtta (Oslo, 27 maart 2001) is een Noors wielrenner.

## Carrière
In mei 2022 won Tjøtta de Sundvolden GP, een Noorse eendagskoers. Een dag later werd hij veertiende in de Ringerike GP. Op het Europese kampioenschap werd hij vijftiende in de wegwedstrijd voor beloften. In juli won hij een etappe in de Ronde van de Aostavallei. Later dat jaar nam Tjøtta, als stagiair bij Team Arkéa Samsic, deel aan de Arctic Race of Norway en de Coppa Agostoni. Na zijn stageperiode maakte hij in 2024 de overstap naar de opleidingsploeg.
Na één seizoen bij de opleidingsploeg werd Tjøtta in 2025 prof bij Arkéa-B&B Hotels. Zijn debuut in de World Tour maakte hij in januari, toen hij aan de start stond van de Tour Down Under.

## Palmares

### Overwinningen
2022
Sundvolden GP
2023
Jongerenklassement Ronde van Montbéliard
3e etappe Ronde van de Aostavallei

### Resultaten in voornaamste wedstrijden
| Jaar | Ronde van Italië | Ronde van Frankrijk | Ronde van Spanje |
| ---- | ---------------- | ------------------- | ---------------- |
| 2025 | 49e              |                     |                  |

| Jaar | Strade Bianche | Clásica San Sebastián |
| ---- | -------------- | --------------------- |
| 2025 | 65e            | 52e                   |

## Ploegen
- 2023 –  Team Arkéa Samsic (stagiair vanaf 1 augustus)
- 2024 –  Arkéa-B&B Hotels Continentale
- 2025 –  Arkéa-B&B Hotels

Barguil · Barré · Biermans · Bouet · Bouhanni · Capiot · Champoussin · Costiou · Dekker · Delaplace · Démare (vanf 1/8) · Edet · Gesbert · Grondin · Guernalec · Guglielmi · Hofstetter · Le Berre · Ledanois · Louvel · McLay · Mozzato · Owsian · Pichon · Ponomar (tot 31/7) · Ries · Riou · Rodríguez · Russo · Vauquelin · Verre · Dauphin (stagiair) · Gillet (stagiair) · Tjøtta (stagiair)
Biermans · Capiot · Costiou · Delaplace · Démare · Epis · García Pierna · Gesbert · Grondin · T. Guernalec · V. Guernalec · Guglielmi · Huys · Le Berre · Lozouet · Mozzato · Ries · Rodríguez · Rouland · Scotson · Sénéchal · Svestad-Bårdseng · Thierry · Tjøtta · Vauquelin · Venturini · Verre